# 로런츠 공변성
로런츠 공변성(Lorentz symmetry) 혹은 로런츠 대칭이란 특수상대론에서 언급하거나 실제로 관측되는 대칭과 같은 것으로 관성 좌표계 내에서 동일하게 움직이는 대상에게 작용하는 물리법칙은 모든 관찰자에게 동일하게 적용된다는 이론이다. 헨드릭 로런츠의 이름을 따서 붙여졌다. 이는 "실험을 통해 드러나는 자연의 특성은 공간 내 실험실의 방향이나 속도와는 무관하다"라고도 불린다.
이와 연관된 로런츠 공변성(Lorentz covariance)이란 기본 시공간 다양체가 가진 속성이다. 로런츠 공변성은 다음과 같은 서로 다르지만 밀접한 연관이 있는 두 가지와 관련이 있다.
1. 주어진 물리량이 로런츠 군으로 표현이 가능하게 변환할 수 있으면 그 물리량은 로런츠 공변성이라고 한다. 로런츠 군의 표현 이론에 따르면 이를 만족할 수 있는 물리량에는 스칼라, 사차원 벡터, 사차원 텐서, 스피너가 있다. 특히 시공간 간격과 같은 로런츠 공변성 스칼라는 로런츠 변환을 거쳐도 동일하게 유지되며 이러한 양을 로런츠 불변량(Lorentz invariant)이라고 한다. 즉, 로런츠 불변량은 자명한 표현으로 변환할 수 있다.
2. 주어진 방정식이 로런츠 공변성 물리량으로 쓰여질 수 있다면 그 방정식이 로런츠 공변성을 가진다고 한다. 로런츠 공변성을 가진 방정식은 한 쪽이 하나의 관성계에 고정되면 모든 관성계에서 동일하게 고정된다는 것이다. 즉, 한 관성계에서 텐서의 모든 요소가 사라지면 다른 모든 관성계에서도 그 요소들이 사라진다는 것이다. 이는 상대성 원리에 따라 오는 결과이다. 즉 중력을 적용하지 않는 모든 물리법칙은 두 개의 서로 다른 관성 좌표계에서 일어나는 동일한 실험에서 동일한 결과를 얻어야 한다는 것을 말한다.

다양체에서 공변성과 반변성이라는 것은 일반적인 좌표변환에서 다양체가 어떻게 변환되는지를 의미한다. 공변성을 가졌거나 반변성을 가진 사차원 벡터 모두 로런츠 공변량일 수 있다.
일반상대론에 따른 국지적 로런츠 공변성(Local Lorentz covariance)이란 무한한 시공간 영역의 모든 점에서 국지적으로만 적용되는 로런츠 공변성을 의미한다. 이 개념을 일반화해서 나온 것이 푸앵카레 공변성과 푸앵카레 불변성이다.

## 예
일반적으로 로런츠 텐서는 텐서의 자유도를 의미하는 텐서 차수(tensor order)로 분류할 수 있다. 스칼라는 0차이며 벡터는 1차이다. 아래에는 물리적으로 해석 가능한 로런츠 공변성 텐서들이 나열되어 있다.
아래 목록은 민코프스키 거리의 부호 규약인 η = diag (1, −1, −1, −1)을 사용한다.

### 스칼라
시공간 간격{\displaystyle \Delta s^{2}=\Delta x^{a}\Delta x^{b}\eta _{ab}=c^{2}\Delta t^{2}-\Delta x^{2}-\Delta y^{2}-\Delta z^{2}}
고유시간(시간꼴 간격){\displaystyle \Delta \tau ={\sqrt {\frac {\Delta s^{2}}{c^{2}}}},\,\Delta s^{2}>0}
고유길이(공간꼴 간격){\displaystyle L={\sqrt {-\Delta s^{2}}},\,\Delta s^{2}<0}
질량{\displaystyle m_{0}^{2}c^{2}=P^{a}P^{b}\eta _{ab}={\frac {E^{2}}{c^{2}}}-p_{x}^{2}-p_{y}^{2}-p_{z}^{2}}
전자기적 불변량{\displaystyle {\begin{aligned}F_{ab}F^{ab}&=\ 2\left(B^{2}-{\frac {E^{2}}{c^{2}}}\right)\\G_{cd}F^{cd}&={\frac {1}{2}}\epsilon _{abcd}F^{ab}F^{cd}=-{\frac {4}{c}}\left({\vec {B}}\cdot {\vec {E}}\right)\end{aligned}}}
달랑베르 연산자{\displaystyle \Box =\eta ^{\mu \nu }\partial _{\mu }\partial _{\nu }={\frac {1}{c^{2}}}{\frac {\partial ^{2}}{\partial t^{2}}}-{\frac {\partial ^{2}}{\partial x^{2}}}-{\frac {\partial ^{2}}{\partial y^{2}}}-{\frac {\partial ^{2}}{\partial z^{2}}}}

### 사차원 벡터
사차원 변위{\displaystyle \Delta X^{a}=\left(c\Delta t,\Delta {\vec {x}}\right)=(c\Delta t,\Delta x,\Delta y,\Delta z)}
사차원 위치{\displaystyle X^{a}=\left(ct,{\vec {x}}\right)=(ct,x,y,z)}
사차원 기울기4차원 편미분: {\displaystyle \partial ^{a}=\left({\frac {\partial _{t}}{c}},-{\vec {\nabla }}\right)=\left({\frac {1}{c}}{\frac {\partial }{\partial t}},-{\frac {\partial }{\partial x}},-{\frac {\partial }{\partial y}},-{\frac {\partial }{\partial z}}\right)}
사차원 속도{\displaystyle U^{a}=\gamma \left(c,{\vec {u}}\right)=\gamma \left(c,{\frac {dx}{dt}},{\frac {dy}{dt}},{\frac {dz}{dt}}\right)} 여기서 {\displaystyle U^{a}={\frac {dX^{a}}{d\tau }}}
사차원 운동량{\displaystyle P^{a}=\left(\gamma mc,\gamma m{\vec {v}}\right)=\left({\frac {E}{c}},{\vec {p}}\right)=\left({\frac {E}{c}},p_{x},p_{y},p_{z}\right)} 여기서 {\displaystyle P^{a}=mU^{a}}와 {\displaystyle m}는 정지 질량을 의미.
사차원 전류{\displaystyle J^{a}=\left(c\rho ,{\vec {j}}\right)=\left(c\rho ,j_{x},j_{y},j_{z}\right)} where {\displaystyle J^{a}=\rho _{o}U^{a}}
사차원 퍼텐셜{\displaystyle A^{a}=\left({\frac {\phi }{c}},{\vec {A}}\right)=\left({\frac {\phi }{c}},A_{x},A_{y},A_{z}\right)}

### 사차원 텐서
크로네커 델타{\displaystyle \delta _{b}^{a}={\begin{cases}1&{\mbox{if }}a=b,\\0&{\mbox{if }}a\neq b.\end{cases}}}
민코프스키 거리 (일반상대론에 따른 평평한 공간에서의 거리){\displaystyle \eta _{ab}=\eta ^{ab}={\begin{cases}1&{\mbox{if }}a=b=0,\\-1&{\mbox{if }}a=b=1,2,3,\\0&{\mbox{if }}a\neq b.\end{cases}}}
전자기장 텐서 (계량 부호수 + − − − 사용){\displaystyle F_{ab}={\begin{bmatrix}0&{\frac {1}{c}}E_{x}&{\frac {1}{c}}E_{y}&{\frac {1}{c}}E_{z}\\-{\frac {1}{c}}E_{x}&0&-B_{z}&B_{y}\\-{\frac {1}{c}}E_{y}&B_{z}&0&-B_{x}\\-{\frac {1}{c}}E_{z}&-B_{y}&B_{x}&0\end{bmatrix}}}
쌍대 전자기장 텐서{\displaystyle G_{cd}={\frac {1}{2}}\epsilon _{abcd}F^{ab}={\begin{bmatrix}0&B_{x}&B_{y}&B_{z}\\-B_{x}&0&{\frac {1}{c}}E_{z}&-{\frac {1}{c}}E_{y}\\-B_{y}&-{\frac {1}{c}}E_{z}&0&{\frac {1}{c}}E_{x}\\-B_{z}&{\frac {1}{c}}E_{y}&-{\frac {1}{c}}E_{x}&0\end{bmatrix}}}

## 같이 보기
- 사차원 벡터
- 로런츠 위반과 반물질 실험
- 포크-로런츠 대칭
- 일반 공변성
- 루프 양자중력에서의 로런츠 불변
- 로런츠 위반 전자기학
- 로런츠 위반 중성미자 진동
- 대칭 (물리학)

## 참고 문헌
- Mattingly, David (2005). “Modern Tests of Lorentz Invariance”. 《Living Reviews in Relativity》 8 (1): 5. arXiv:gr-qc/0502097. Bibcode:2005LRR.....8....5M. doi:10.12942/lrr-2005-5. PMC 5253993. PMID 28163649.
- Amelino-Camelia G, Ellis J, Mavromatos NE, Nanopoulos DV, Sarkar S (June 1998). “Tests of quantum gravity from observations of bold gamma-ray bursts”. 《Nature》 393 (6687): 763–765. arXiv:astro-ph/9712103. Bibcode:1998Natur.393..763A. doi:10.1038/31647. 2007년 12월 22일에 확인함.
- Jacobson T, Liberati S, Mattingly D (August 2003). “A strong astrophysical constraint on the violation of special relativity by quantum gravity”. 《Nature》 424 (6952): 1019–1021. arXiv:astro-ph/0212190. Bibcode:2003Natur.424.1019J. CiteSeerX 10.1.1.256.1937. doi:10.1038/nature01882. PMID 12944959.
- Carroll S (August 2003). “Quantum gravity: An astrophysical constraint”. 《Nature》 424 (6952): 1007–1008. Bibcode:2003Natur.424.1007C. doi:10.1038/4241007a. PMID 12944951.
- Jacobson, T.; Liberati, S.; Mattingly, D. (2003). “Threshold effects and Planck scale Lorentz violation: Combined constraints from high energy astrophysics”. 《Physical Review D》 67 (12): 124011. arXiv:hep-ph/0209264. Bibcode:2003PhRvD..67l4011J. doi:10.1103/PhysRevD.67.124011.